# Sergio Diez
Sergio Eduardo de Praga Diez Urzúa (Curicó, 2 de abril de 1925-Santiago, 29 de junio de 2015) fue un abogado, académico y político de derecha chileno, de larga trayectoria como parlamentario. Es principalmente recordado por haber negado ante la Organización de las Naciones Unidas la existencia de detenidos desaparecidos durante las dictadura de Augusto Pinochet en Chile.

## Primeros años de vida
Sus padres fueron el excongresista Manuel Diez García y Yolanda Urzúa Ravanal. Egresó del Instituto San Martín de Curicó, perteneciente a la Congregación de los Hermanos Maristas, y luego de la Facultad de Derecho de la Pontificia Universidad Católica, de la cual se tituló de abogado en 1948.

### Matrimonio e hijos
Estuvo casado con Ana María Arriagada Moreno, con quien tuvo seis hijos.

## Vida política

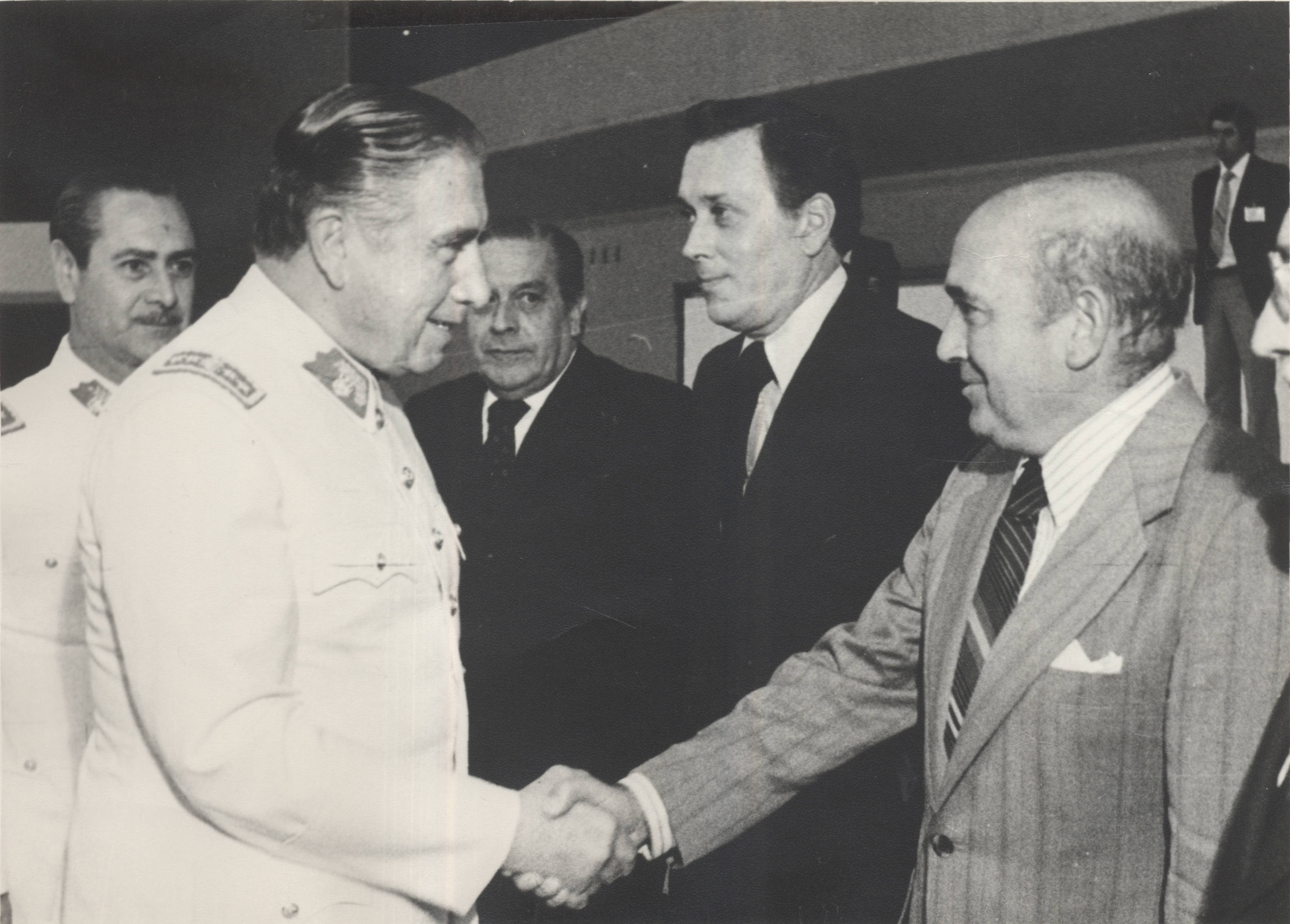
Sergio Diez (derecha) saludando a Augusto Pinochet.

### Inicios en la política
En 1948 fue secretario general de la Juventud Conservadora y luego miembro de la Junta Ejecutiva del mismo partido. Entre 1950 y 1955 fue profesor de derecho romano y derecho civil.
En 1957 fue diputado por Talca. En 1961 fue reelegido como diputado por el período legislativo 1961-1965. Entre 1962 y 1963 fue presidente del Partido Conservador Unido. En enero de 1972 fue elegido diputado por Linares en las elecciones complementarias realizadas en la zona, asumiendo su escaño el 7 de marzo de dicho año, y en 1973 resultó elegido senador en representación del Partido Nacional, siendo su jefe del Comité del Senado.

### Dictadura de Pinochet
Tras el Golpe Militar del 11 de septiembre de 1973 que instauró la dictadura militar de Augusto Pinochet, fue nombrado delegado ante la Tercera Comisión de la Asamblea General de las Naciones Unidas en 1975.  Ahí tuvo que hacerse cargo de los cuestionamientos que generaban los informes sobre centenares de detenidos desaparecidos víctima de la dictadura imperante en Chile. Diez negó que el Estado tuviera algún rol en la violación de derechos humanos y aseguró que muchas de las víctimas habían muerto en enfrentamientos o que simplemente no tenían “existencia legal en Chile”, lo que posteriormente quedó establecido que era falso. 
La dictadura militar lo designó embajador de su país ante las Naciones Unidas, entre 1977 y 1982.[cita requerida] También ejerció como delegado de Chile en la Asamblea de la Organización de los Estados Americanos. Además, fue designado miembro de la Comisión de Estudios que redactó el anteproyecto de la Constitución de 1980. En 1982 se desempeñó como vicepresidente de la Fundación Chile.

### Retorno a la democracia
En 1989 resultó elegido senador por la IX Región Sur, como independiente en el Pacto Democracia y Progreso. Fue reelegido en diciembre de 1993. Durante el período 1996-1997 se desempeñó como presidente del Senado.
En febrero de 1990 ingresó al partido político Renovación Nacional, del cual fue presidente entre 2004 y 2006.  Desde dicha presidencia trabajó en ordenar el partido y consolidar la opción presidencial de Sebastián Piñera.[cita requerida] Ante la demora de Piñera en aceptar la candidatura a la presidencia, apoyado en miembros de la directiva, exigido por los parlamentarios, citó a un Consejo General de Renovación Nacional para proclamar al candidato del partido aliado (UDI), Joaquín Lavín. Minutos antes de iniciar la ceremonia Sebastián Piñera aceptó la nominación, la que fue ratificada por el Consejo con resistencia de los parlamentarios del partido.

## Obras
- Personas y valores: su protección constitucional (1999).
- Reflexiones sobre la Constitución de 1980: 50 años de un actor y testigo de la vida política chilena (2013).

## Historial electoral

### Elecciones parlamentarias de 1965
- Elecciones parlamentarias de 1965 a Senador por la Sexta Agrupación Provincial de Curicó, Talca, Maule y Linares Período 1965-1973 (Fuente: Dirección del Registro Electoral, 7 de marzo de 1965)

### Elecciones parlamentarias complementarias de 1972
- Elecciones complementarias de enero de 1972 Diputado por Linares Período 1972-1973.

### Elecciones parlamentarias de 1973
- Elecciones parlamentarias de 1973 Senador Sexta Agrupación Provincial, Talca, Linares, Curicó y Maule Período 1973-1981 (Fuente: Diario El Mercurio, martes 6 de marzo de 1973)

### Elecciones parlamentarias de 1989
- Elecciones parlamentarias de 1989, para la Circunscripción 15, La Araucanía Sur, votación candidatos por Circunscripción 15, La Araucanía Sur, senadores 1989.[12]

### Elecciones parlamentarias de 1993
- Elecciones parlamentarias de 1993, para la Circunscripción 15, La Araucanía Sur [13]